# Übung

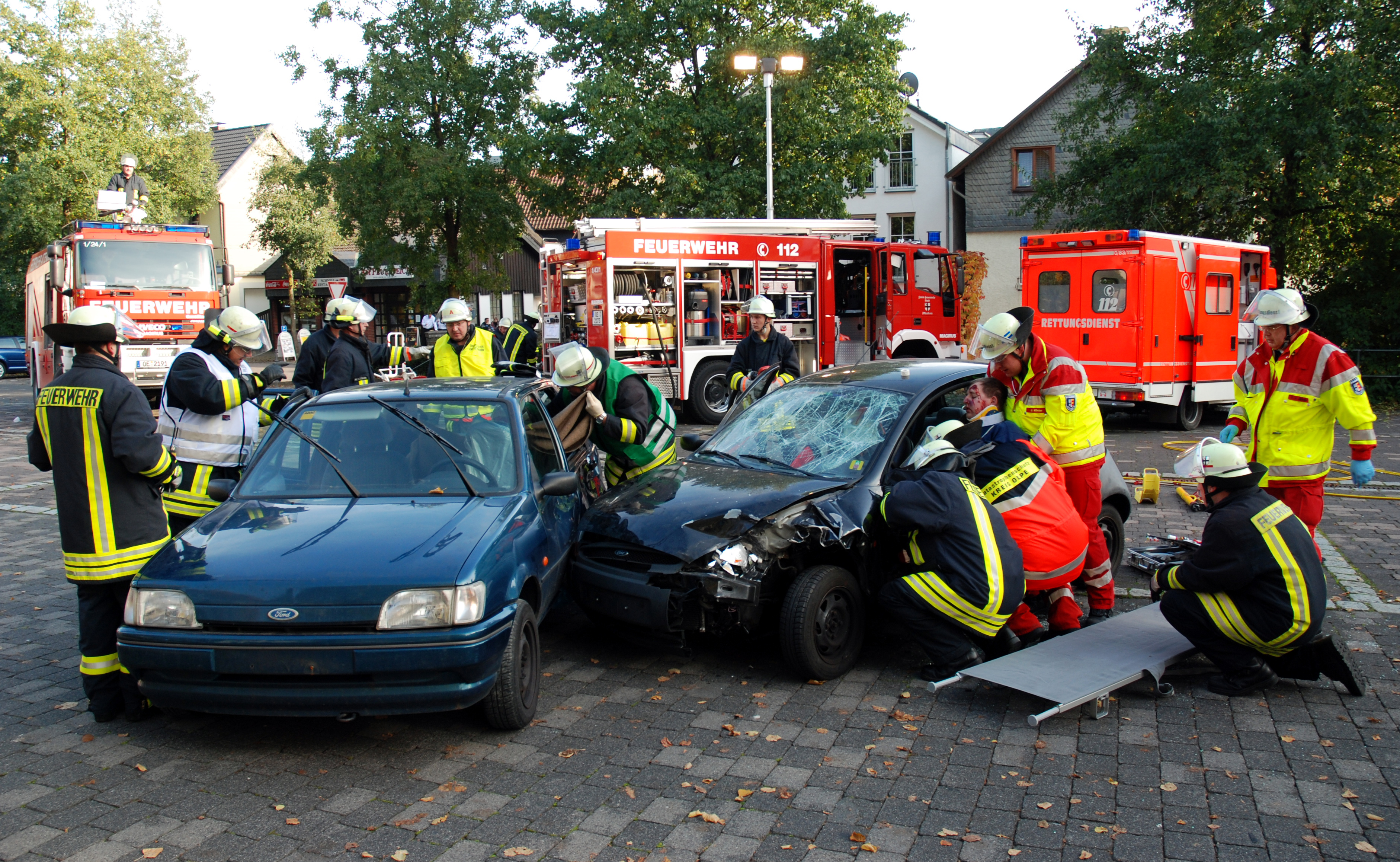
Eine Übung der Freiwilligen Feuerwehr Attendorn

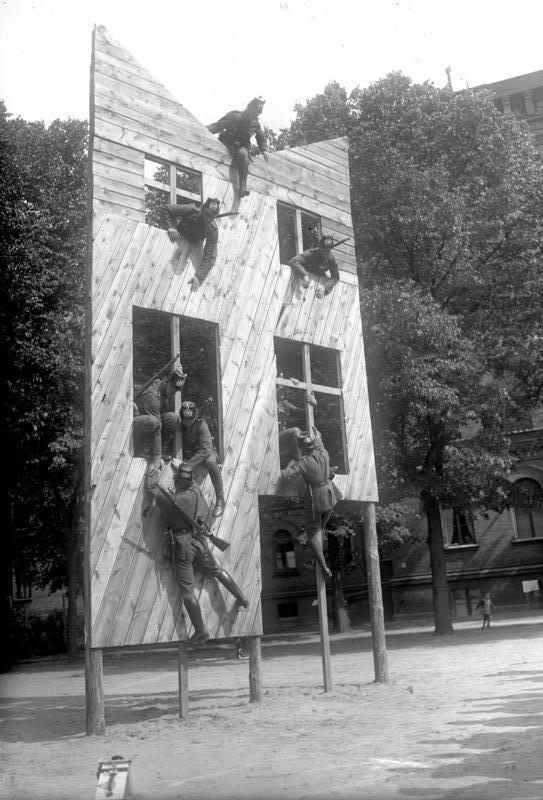
Polizisten üben im Jahr 1931 an einer glatten provisorischen Hausfassade das Erklettern.

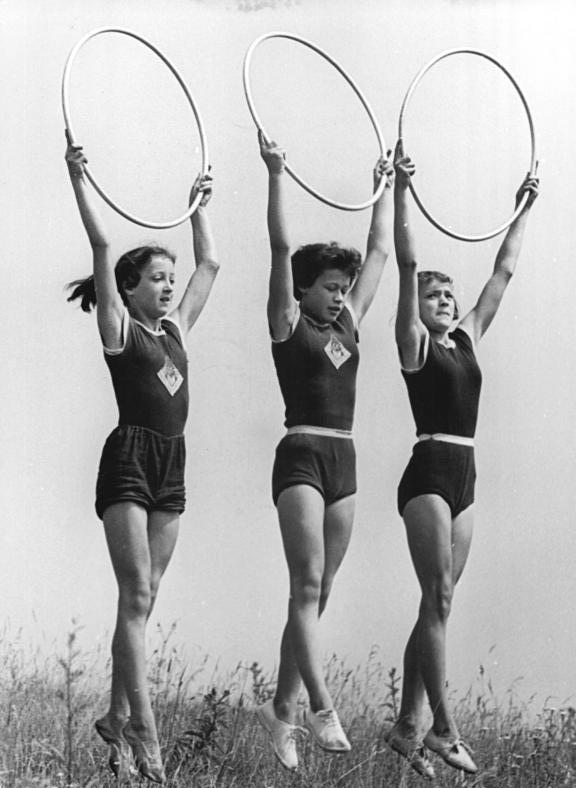
Eine Sportübung

Üben ist ein methodisch wiederholtes Handeln, das darauf zielt, Können zu bewahren, zu erwerben oder zu steigern. Geübt werden Praktiken, die man nicht unmittelbar durch Wille oder Entschluss ausführen kann, wie elementare und leibliche Lebens- und Weltvollzüge wie Gehen und Sprechen, komplexe Fertigkeiten und Fähigkeiten künstlerischer, sportlicher, handwerklicher und geistiger Art sowie individuelle Haltungen und Einstellungen.
Jedes Üben zielt erstens auf eine Sache, ein Thema oder einen Inhalt, die oder der geübt wird und besser gekonnt werden soll (Vokabelüben). Die Übung zielt zweitens auf die Aneignung einer bestimmten Art und Weise, eines Stils und/oder einer Methode, mit der die Sache geübt wird. Sie zielt drittens auf den Übenden selbst, auf sein Selbst, das in der Übung Stil und Form gewinnen soll. Geübt werden deshalb Haltungen und Einstellungen wie Urteilen, Konzentration, Aufmerksamkeit, Ambiguitätstoleranz und Imagination. Kennzeichen der Übung ist die Wiederholung. Sie ist eine auf Stetigkeit und Dauerhaftigkeit angelegte Lernform. Zudem wird nur geübt, wenn man die angestrebte Fähigkeit und Fertigkeit noch nicht „kann“. Enttäuschungen, Irritationen und Scheitern gehören zur Erfahrung des eigenen Nicht-Könnens im Üben. Es ist für Erwachsene immer wieder erstaunlich, Kinder zu beobachten, die mit hoher „Fehler- und Frustrationstoleranz“ etwas üben (das sog. Montessoriphänomen). Darin wird die Intention des Kindes nicht gebremst, wohl aber das Ziel (zunächst) nicht erreicht.
Oft ausgeführte Übungen sind der Schlüssel, um eine außergewöhnliche Fertigkeit oder sogar Meisterschaft zu erlangen.
Durch Üben werden Gedächtnisinhalte und Körperschemata gefestigt und verändert. Übungen sind daher auf Wissen und auf Können gerichtet. Wesentlich für die Übung ist auch, dass mit ihr bestehendes Wissen und Können, Habitus und Kompetenz umgelernt bzw. umgeübt werden kann. Es gibt die sportlichen Übungen (Training), Instrumentalübungen (Etüden), geistliche Übungen (Exerzitien), philosophische Übungen (Meditationen) sowie die östlichen geistigen Übungen (Meditation). Im militärischen Bereich wird durch Drill schnelles, unbewusst gesteuertes Handeln einstudiert, im Verkehrssicherheitstraining der Umgang mit Fahrzeug und Verkehrssituation. Jede Übung hat auch bei unterschiedlicher Schwerpunktsetzung eine ästhetisch-sinnliche, eine methodisch-kognitive und eine praktisch-ethische Dimension. In der Neuzeit trat der methodische und kognitive Aspekt immer mehr in den Vordergrund. Die ästhetisch-sinnliche und die praktisch-ethische anderen gingen weitgehend verloren.

## Geschichte
In der Antike bei Platon gilt die Übung (askesis) neben den natürlichen Voraussetzungen (physis) und der Lehre (mathesis) als wesentlicher Bestandteil des Lernens (Menon 70a). Sokrates und Platon beziehen in ihrer praktischen Philosophie asketische Übungen auf körperliche und geistige Praktiken gleichermaßen. Im antiken Griechenland gibt es eine Fülle von praktischen Übungen im gymnastischen, medizinischen, erotischen, familiären und philosophischen Bereich. Reines Wissen (episteme) oder schiere Kunstfertigkeit (techne) ohne Übung gelten als ebenso sinn- und nutzlos wie Übung ohne Wissen und Kunstfertigkeit. Die praktischen Übungen sind mit den Praktiken des Wissens verzahnt und werden als Selbstsorge und Lebenskunst gepflegt. Dazu gehören auch Tugenden wie Mäßigung (sophrosyne) und Selbstbeherrschung (enkrateia). Zu einem gelingenden Leben (eudaimonia) tragen nach Aristoteles im Wesentlichen Übungen bei, weil nur eine wiederholte Handlung Tugend zum Habitus (hexis) werden lässt: „Denn das, was wir tun müssen, nachdem wir es gelernt haben, das lernen wir, indem wir es tun. So wird man durch Bauen ein Baumeister und durch Zitherspielen ein Zitherspieler. Ebenso werden wir durch gerechtes Handeln gerecht (…)“ (Nikom. Ethik 1103a, 1103b).
Der Grundsatz der Lebenskunst und der Selbstsorge, dass das gelingende Leben der praktischen Übung bedarf, behält in der römischen Kaiserzeit, aber auch im Mittelalter Geltung. Schon im römischen Hellenismus rücken an die Stelle von Erfahrung und Handeln als Ziel der übenden Selbstsorge, Selbsterkenntnis und Wahrheit (Foucault 1990). Das Christentum treibt die Verinnerlichung im Zeichen der Keuschheit, des versprochenen Heils und des kirchlichen Gehorsams voran. Praktische Übungen werden in den Mönchsorden und in den kirchlichen Institutionen an ein persönliches Abhängigkeits- und Gehorsamsverhältnis sowie an das Beichtritual gekoppelt. Sie sind nun Praktiken der Entzifferung des geheimen und verborgenen, „sündigen“ Ich. Religiöse Übungen, Exerzitien, haben das Ziel, dass der Übende in ein Verhältnis zu Gott treten soll. Sie sollen Selbstüberwindung und Selbstordnung ermöglichen. In den „Geistlichen Übungen“ von Ignatius von Loyola wird dieses nach innen gerichtete Ziel didaktisch auf eine ganze Reihe von „äußerlichen“ Einzelzielen heruntergebrochen und durch ein System von Veranschaulichungen, Inszenierungen und Hilfen unterstützt, die eine stufenweise Progression ermöglichen sollen. Bei Ignatius findet sich über die antike Tradition der praktischen Übung und der Rhetorik hinaus eine Fülle von ästhetischen Übungsformen, die auf die „Anwendung der Sinne“ zielen
Sowohl die ästhetisch-sinnliche als auch die praktisch-ethische Dimension der Übung geht in der Neuzeit weitgehend verloren. Die geistige Übung als Meditation wird die bestimmende Form in der Philosophie. In den Meditationen von René Descartes und in der „ethischen Asketik“ Immanuel Kants wird Übung als eine Operation der Urteilskraft (KdrV B 172) gesehen, mit der die Regeln und Gesetze der Vernunft in Können umgesetzt werden. Der neuzeitliche Dualismus von Geist und Körper manifestiert sich in der Trennung von geistigen Übungen (der Urteilskraft, Vernunft) einerseits und leiblichen oder motorischen Übungen andererseits, die nun weitgehend getrennt ausgeführt werden. Die kulturellen Praktiken der sportlichen Übungen Training, der musikalischen Übungen (Instrumentalisten, Virtuosen), der gezielten Übungen in spezifischen Leistungsdomänen (z. B. Schach) und der geistigen Übungen der intellektuellen Disziplinen sowie geistige und geistliche Meditationsformen Zen bilden heute spezialisierte und differenzierte Formen beachtlicher Expertenschaft aus.

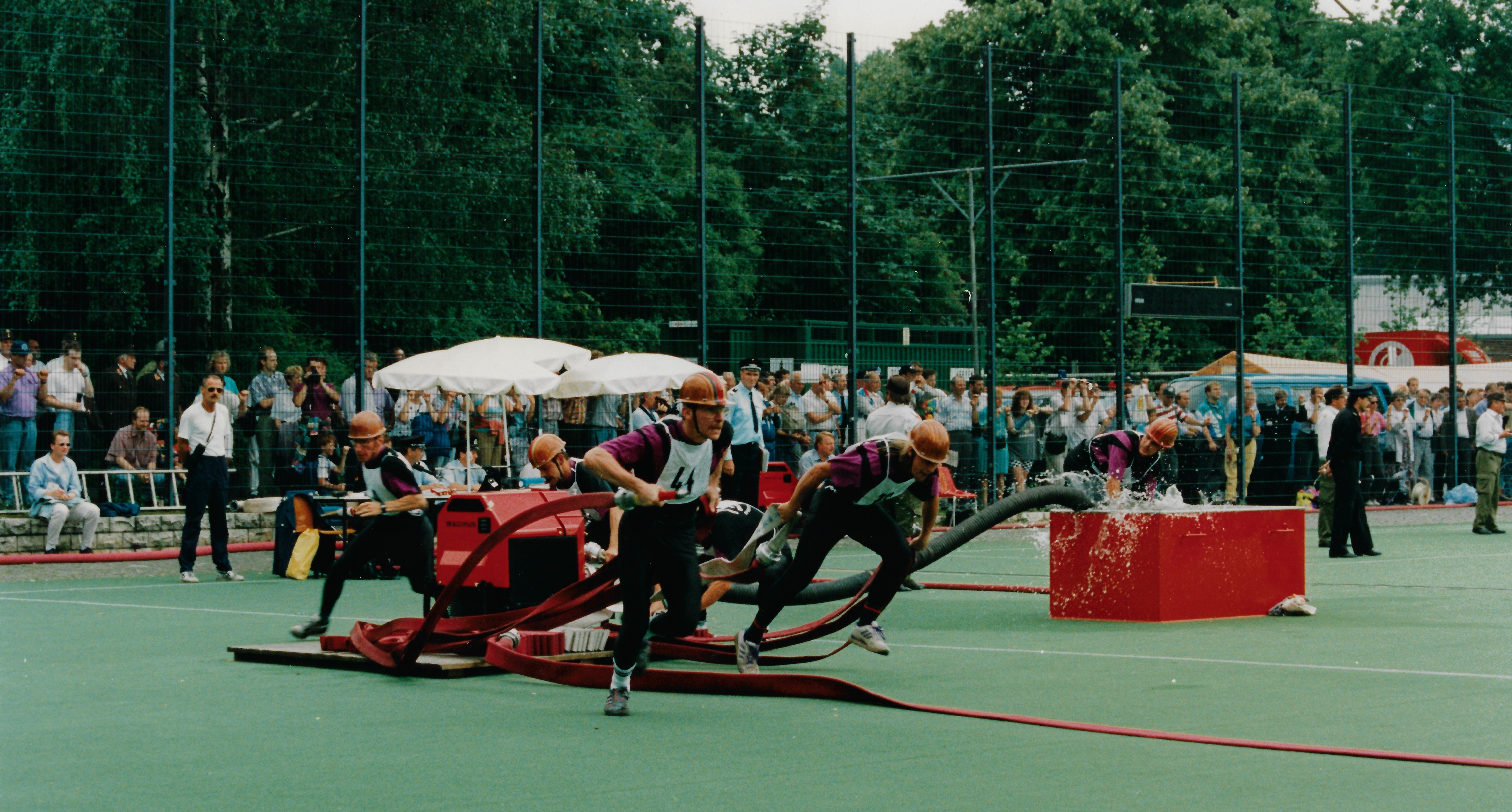
Übung eines Löschangriffs einer Freiwilligen Feuerwehr

Bei der Neuentwicklung von gesellschaftlichen Organisationsformen auf ehrenamtlicher Basis beispielsweise in Form von Freiwilligen Feuerwehren galt als wichtigste Maßnahme die Durchführung von Übungen.

## Pädagogik
Pädagogisch manifestiert sich der neuzeitliche Dualismus in der Unterrichtslehre des Philanthropismus im 18. Jh. über den Herbartianismus des 19. Jh. bis heute. Übung wird als sekundäre Lernform der Verarbeitung bzw. der Festigung bestimmt, die der Einsicht, dem Verstehen und Erklären nachgeordnet ist. Bis heute sind diese Stufen bzw. Phasen im Unterricht bestimmend: Einstieg, Erarbeitung, Anwendung bzw. Übung. Die Übungs-Technologien einer dysfunktionalen Erziehung im 19. Jh. sollen durch Drill, mechanisches Pauken und stumpfes Automatisieren disziplinieren und normieren. Reformpädagogische Methodik lockert die Übungsmethoden auf und differenziert sie erheblich, kann aber nicht verhindern, dass Übungen in der Schule im Abseits stehen, meist als Nachbeschäftigung zuhause in Form von Hausaufgaben. Übungen in der Schule zielen auf den Leib, ob durch Automatisierung und Stillsitzen oder in der sozialpädagogischen, „indirekten“ und reflektierten Disziplinierung im „Trainingsraum“. Übungen sind probate Mittel, über den „Körper“ den „Geist“, über die Selbstbeherrschung die gesellschaftliche Ordnung und über das Training die sozialen Normen „einzuleiben“. In den letzten Jahren findet in der Pädagogik eine Wiederkehr der Übung statt. Intelligente Übungsaufgaben und Aufgabenformate sowie eine neue Reflexion auf die Übung als pädagogische Lernform soll die Bedeutung der Übung für Lernen und Unterricht erhöhen.

## Funktionsweise
In den Neurowissenschaften nimmt man an, die Fähigkeit des Gehirns, durch Wiederholung sich etwas zu merken, habe mit der Arbeitsweise der Nervenzellen und ihrer Schaltstellen, den Synapsen zu tun. Das Gehirn benötigt zur Wiedergabe einer einstudierten Bewegung oder eines Textes und anderer Lerninhalte eine den Lerninhalt repräsentierende Verschaltung. Durch die mehrmalige Benutzung des gleichen Schaltmusters bildet sich dieses erst aus. Die erfolgreichste Vorgehensweise zur Herstellung der richtigen Verschaltung ist das wiederholte, möglichst gleichförmige fehlerfreie Ausführen des geplanten Vorgangs: Die Übung.

## Forschung
Die älteren behavioristischen und kognitivistischen Neurowissenschaft interpretieren den Zusammenhang zwischen Wissen und Können als Regelanwendung gespeicherter Gedächtnisinhalte. Übung ist dann ein vornehmlich kognitiver und zerebraler Vorgang der Speicherung bzw. Vernetzung. Damit aber wird die motorisch-leibliche, die ethische und die philosophische Dimension der Übung, auf Haltungen und Einstellungen zu wirken, gekappt. Neuere Forschungen u. a. in der Erziehungswissenschaft, in den Neurowissenschaften, in der Philosophie und in den Geschichts- und Kulturwissenschaften beziehen körperliche und leibliche Vorgänge ein (Leib, Embodiment). Damit kommen Körperschema und implizites Wissen in den Blick. In der Erziehungswissenschaft werden die Erfahrungen des Nicht-Könnens und der Enttäuschung im Üben untersucht. Fehler und Enttäuschungen im Prozess des Übens können produktiv zu Veränderung, Transformation und Umformierung bestehender Fähigkeiten, Fertigkeiten und Haltungen genutzt werden.

## Übung im Recht
Das Wort Übung findet sich auch in der Rechtswissenschaft. Hierunter ist ein kollektives Verhalten (Tun oder Unterlassen) bestimmter Rechtssubjekte zu verstehen, das sich ständig wiederholt, ohne dass eine schriftliche Rechtsnorm dies verlangt. So ist beispielsweise Gewohnheitsrecht die ungeschriebene, aber ständige, gleichmäßige und allgemeine Übung im Rechtsverkehr. Vom Gewohnheitsrecht zu unterscheiden ist die Verkehrssitte. Hierbei handelt es sich nicht um eine rechtliche Geltung, sondern die den Verkehr beherrschende tatsächliche Übung, die sich längere Zeit hinweg durch die Allgemeinheit oder kleinere Kreise (Kaufleute) gebildet hat. Der Handelsbrauch ist eine durch kollektive Übung verbindlich gewordene kaufmännische Verkehrssitte. Die betriebliche Übung ist die regelmäßige und gleichförmige Wiederholung bestimmter Verhaltensweisen des Arbeitgebers, aus denen die Arbeitnehmer schließen dürfen, dass ihnen eine Leistung oder Vergünstigung auf Dauer gewährt werden soll.

## Arten des Übens
Mechanisches Üben ist die Wiederholung von ähnlichen Aufgaben, bis diese verstanden sind. Es besteht im häufigen wiederholten Vollzug einer Handlung oder Leistung. Das Ziel dieser Tätigkeit liegt darin, bestimmte Verhaltensweisen zu sichern, damit sie, ohne groß nachzudenken und mit einer gewissen Geläufigkeit vollzogen werden können. Nachteile sind die Unflexibilität, bei der das erworbene Wissen nicht auf neue Gebiete angewendet werden kann und die sinkende Motivation durch eintöniges Üben.
Durcharbeiten hat zum Ziel, das Wissen zu generalisieren, damit es in neuen Situationen angewendet werden kann. Damit Lernende eine Flexibilität im Denken und Handeln erreichen, ist ein vertieftes Verständnis nötig. Dies wird aufgrund vielseitigen Durchdenkens in Variationen erreicht und dient der Erweiterung des Verständnisses. Je weniger die Lernenden den Lerninhalt strukturieren, umso geringer ist die Behaltensquote. Ein Nachteil ist eine mögliche Überforderung von schwächeren Schülern.
Intelligentes Üben wird in jüngster Zeit gegen die alten Konzepte des mechanischen Übens und des Durcharbeitens als neue Herausforderung verstanden. In der Mathematikdidaktik (Modellierungsaufgaben), in den Fachdidaktiken Französisch und Englisch sowie in der Allgemeinen Erziehungswissenschaft werden neue Modelle erprobt.
Mentales Üben bedeutet Üben im Kopf und kann z. B. von Sportlern oder Musikern angewandt werden. Dabei führt der Übende den zu erlernenden Bewegungsablauf in allen Einzelheiten ausschließlich im Kopf aus. Auch durch das innerliche Verbalisieren einzelner Bewegungsabschnitte oder durch Beobachtung bei anderen Personen (z. B. „Abgucken“ von Bewegungen bei Profi-Tennisspielern) können Bewegungen erlernt oder verbessert werden. Mentales Üben kann auch zur Bewältigung von Lampenfieber eingesetzt werden, indem die Vorspielsituation visualisiert und somit psychisch vorbereitet wird. Außerdem wurde auch eine allgemeine Verbesserung der Konzentrationsfähigkeit beobachtet. Angewandt wird diese Art des Übens schon lange, selbst berühmte Musiker (z. B. Walter Gieseking und Arthur Rubinstein) berichten darüber. Mittlerweile liegen auch wissenschaftliche Erkenntnisse über die Wirksamkeit des mentalen Übens vor, wie z. B. eine Studie aus dem Jahr 2009 von Jörn Munzert (Universität Gießen).

## Beispiele
- Erstklässler lernen Lesen und Schreiben durch wiederholtes Üben der Buchstaben.
- Artisten, wie Trapezkünstler oder Zauberkünstler, müssen den Ablauf ihrer präzisen Bewegungen solange üben, bis sie ihrer Sache sicher sind.
- Schauspieler üben ihren Text durch wiederholtes lautes Sprechen.
- Instrumentalisten üben ein Musikstück durch viele Stunden tägliches Spielen (=Üben).
  - Ein Musikinstrument zu üben, erfordert diverse Kenntnisse physischer und geistiger Lernmethoden. Diese können von Wiederholungs-Methoden zur Muskelerinnerung, über physisches Training (Krafttraining, Ausdauertraining zum Beherrschen der Atmung oder des Pulses), über mentales Training (Auftrittstraining, Konzentrationsübungen, Methoden zum „Lernen ohne Instrument“) bis zu Sinnes-übergreifenden Lernmethoden, wie Synästhesie reichen. Zur Festigung bestimmter Spieltechniken gibt es eigens komponiert Sammlungen von Etüden, die technische Probleme meist mit aufsteigendem Schwierigkeitsgrad beinhalten. Ein eigenes Genre ist die Konzertetüde (für Klavier z. B.: Chopin, Scrjabin u. a.).
- Regelmäßige durchgeführte Rettungseinsatzübungen, Katastrophenübungen oder Militärübungen geben den Ausführenden die Sicherheit im Ernstfall richtig zu handeln. Übungen, bei denen alle denkbaren Einsatzkräfte beteiligt sind, und bei denen große Schadensausmaße angenommen werden, werden als Vollübung bezeichnet.
- Übungen sind integraler Bestandteil zahlreicher spiritueller und religiöser Kontexte weltweit.

## Redewendungen
- „Übung macht den Meister“, da Übung dafür Voraussetzung ist.
- „Es ist noch kein Meister vom Himmel gefallen“, da man üben muss, um etwas gut zu beherrschen.
- „Früh übt sich, was ein Meister werden will“, da man als junger Mensch leichter lernt.
- „Sich in Geduld üben“, da Geduld offenbar schwer zu erlernen ist.
- „Ständige Übung“ ist in der Fachsprache der Rechtswissenschaften eine übliche Vorgehensweise.

## Weitere Übungsformen
- Nachtübung
- Negatives Üben